# Kjeller Flyfabrikk

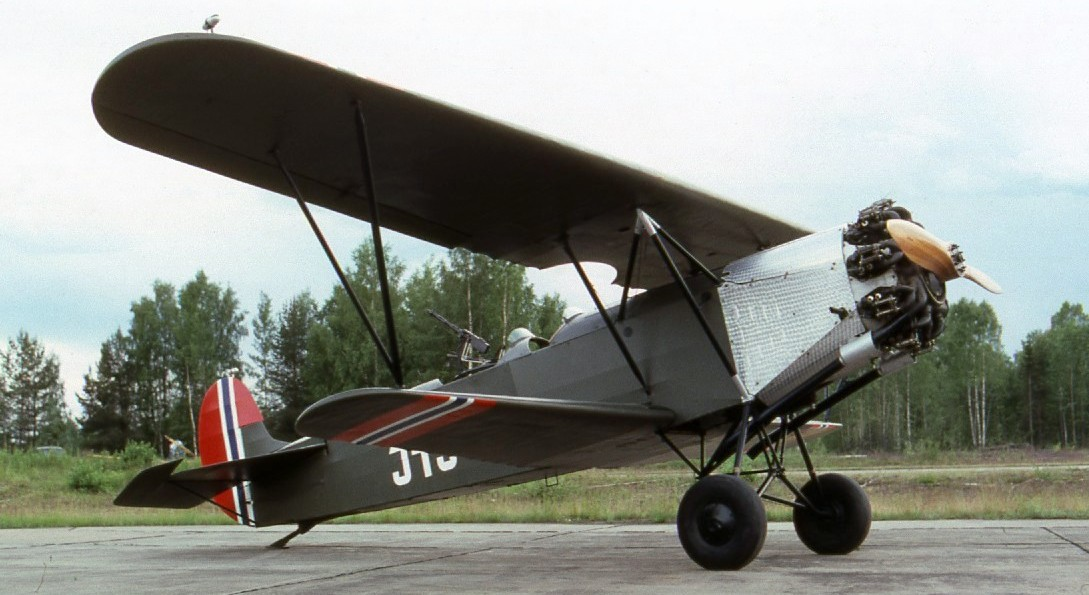
Un Fokker CV-D con livrea norvegese, prodotto su licenza

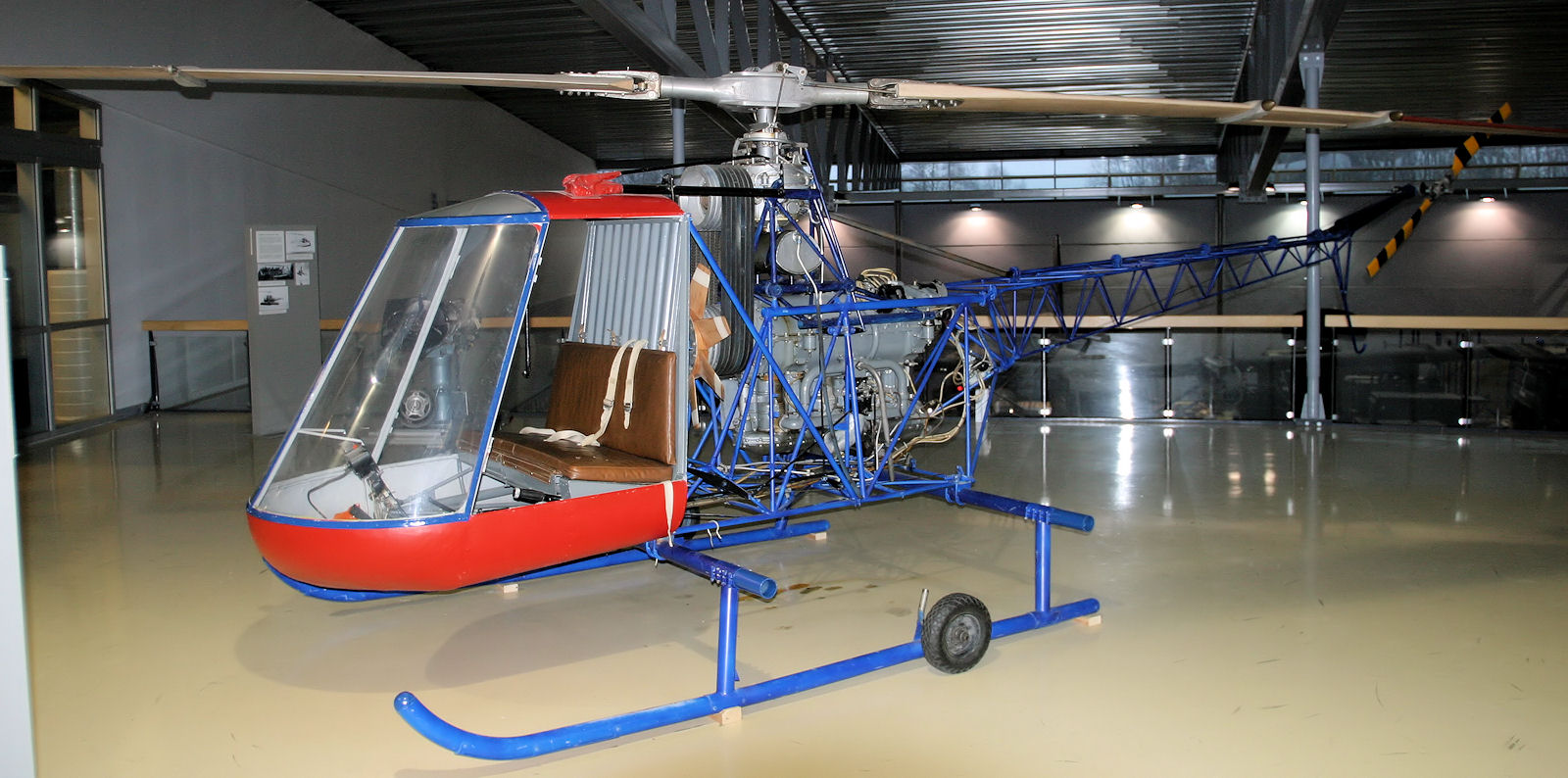
Un elicottero sperimentale PK X-1

La Kjeller Flyfabrikk (Fabbrica di aerei di Kjeller), contrazione di Kjeller Flyvemaskinsfabrik (fabbrica di macchine volanti Kjeller), è stata un'azienda aeronautica norvegese, produttrice di aerei militari.
È stata formalmente istituita nel 1915, ma era già attiva dal 1912. 
La fabbrica era di proprietà del governo norvegese sotto la gestione dell'Aeronautica militare norvegese.
È stata anche conosciuta come Hærens Flyfabrikk.
La Kjeller Flyfabrikk ha principalmente costruito su licenza modelli di aeromobili stranieri ma ha anche sviluppato alcuni modelli originali.

## Aerei prodotti
| Nome        | Anno di produzione | Esemplari prodotti | Tipo                            | Note                                            |
| ----------- | ------------------ | ------------------ | ------------------------------- | ----------------------------------------------- |
| F.F. 6      | 1921               | 1                  | Caccia                          |                                                 |
| F.F. 7 Hauk | 1923–1924          | 14                 | Caccia                          | Prodotto su licenza                             |
| F.F. 8 Make | 1923–1924          | 14                 | Idrovolante da ricognizione     | Prodotto su licenza dell'Hansa-Brandenburg W.33 |
| F.F.9 Kaje  | 1921–1926          | 19                 | Da addestramento/ricognizione   | Kaje I, Kaje II e Kaje III                      |
| Fokker C.V  | 1929–1939          | 42                 | Bombardiere leggero/ricognitore | Prodotto su licenza                             |
| Moth        |                    | 10                 | Da addestramento                | Prodotto su licenza                             |
| Tiger Moth  | 1932–1935          | 37                 | Da addestramento                | Prodotto su licenza                             |
| PK X-1      | 1955               | 1                  | Elicottero                      | Prototipo                                       |
| PK X-2      | 1962               | 1                  | Elicottero                      | Prototipo                                       |

| Controllo di autorità | VIAF (EN) 4015154741644853110000 |